# Kolk (Delft)

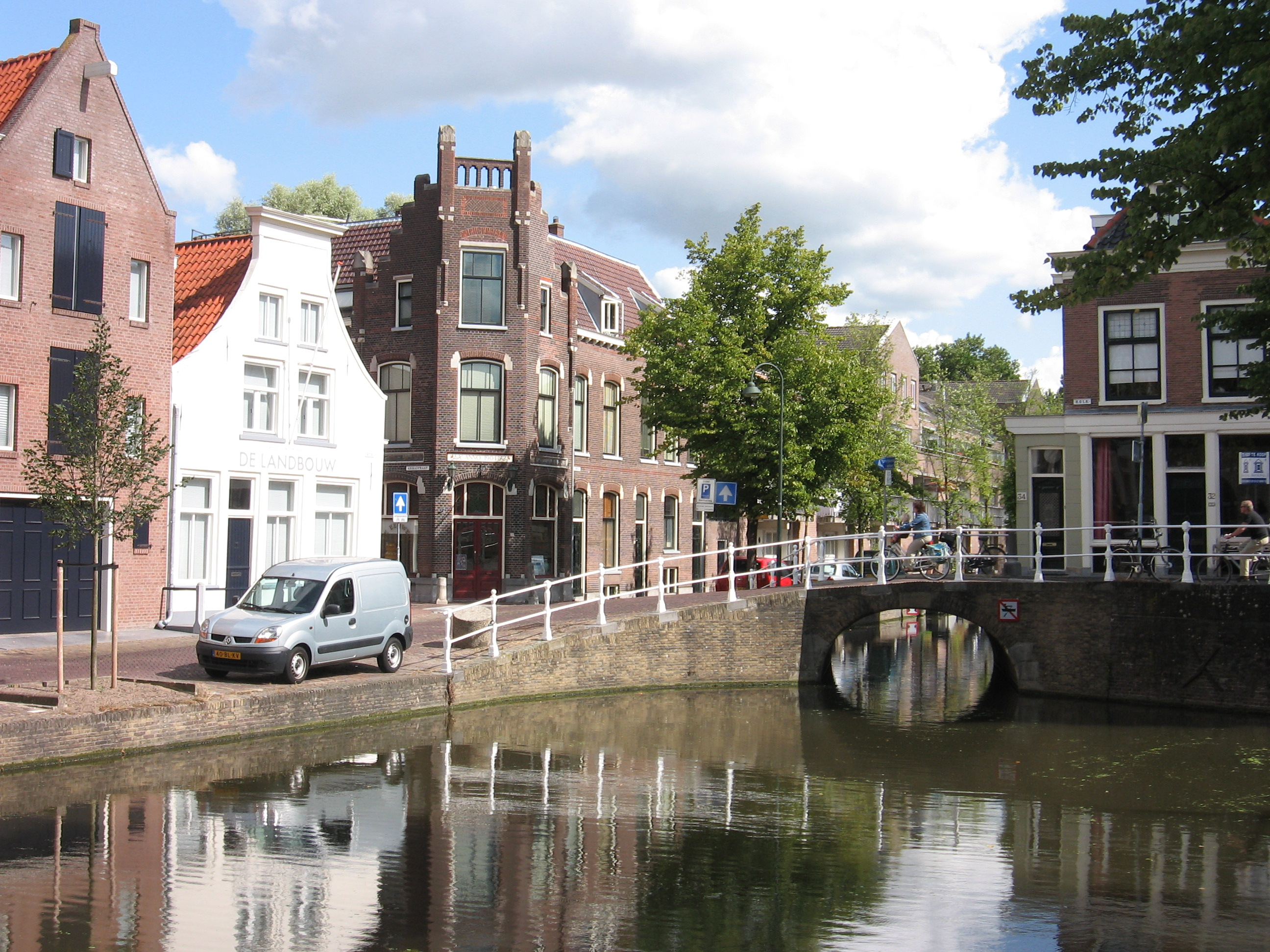
De noordelijke kolk

De Kolk in de stad Delft in de Nederlandse provincie Zuid-Holland is de (voormalige) schutkolk aan de noord- of zuidkant van de Oude Delft.

## Noordelijke kolk
De straten aan de voormalige noordelijk kolk, tussen de Oude Delft en de Voorstraat, dragen de naam Kolk. De Oude Delft, Nieuwe Delft en de Kantoorgracht komen hier bij elkaar.

## Zuidelijke kolk

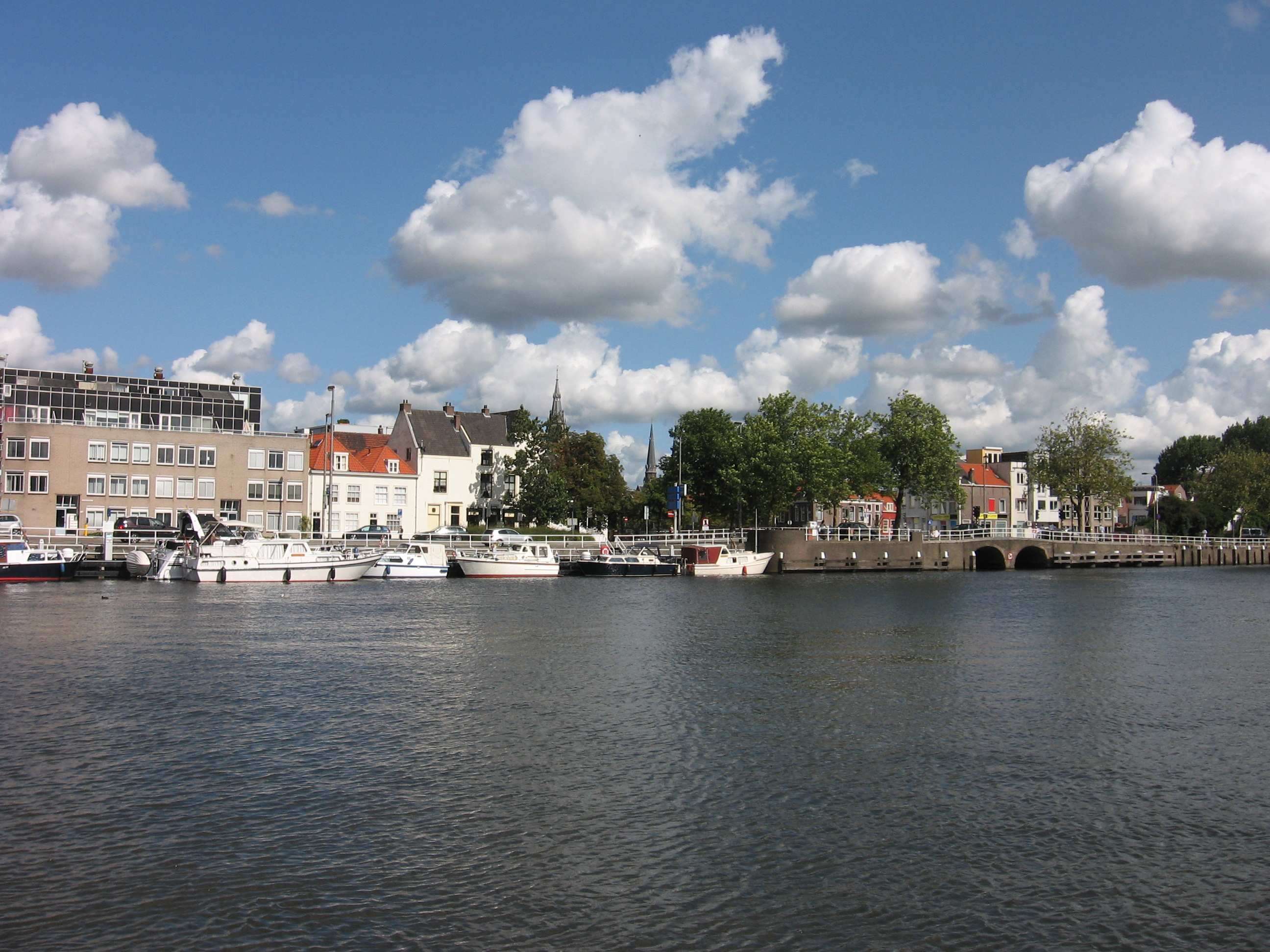
De zuidelijke kolk met passantenhaven

De zuidelijke kolk, ook wel aangeduid met De Kolk, is tegenwoordig onderdeel van het Rijn-Schiekanaal en in gebruik als passantenhaven. In 1614 werd de driehoekige haven gecreëerd door het afgraven van de fortificatie op die plek. De haven aan de zuidzijde van Delft werd destijds te ondiep en te klein geacht: er was onvoldoende ruimte voor de schepen om te kunnen aanmeren. In 1620 was de nieuwe haven gereed.
De zuidelijke kolk met haven staat afgebeeld op het schilderij 'Gezicht op Delft' van Johannes Vermeer.